# Horné Plachtince
Horné Plachtince – wieś (obec) na Słowacji położona w kraju bańskobystrzyckim, w powiecie Veľký Krtíš. Pierwsze wzmianki o miejscowości pochodzą z 1244 roku.
Według danych z dnia 31 grudnia 2012 roku, wieś zamieszkiwało 212 osób, w tym 110 kobiet i 102 mężczyzn.
W 2001 roku rozkład populacji względem narodowości i przynależności etnicznej wyglądał następująco:
- Słowacy – 97,52%
- Morawianie – 0,5%
- Polacy – 0,5%
- Węgrzy – 1,49%

Ze względu na wyznawaną religię struktura mieszkańców kształtowała się w 2001 roku następująco:
- Katolicy rzymscy – 23,27%
- Ewangelicy – 71,78%
- Ateiści – 4,46%